# EZ Андромеды
EZ Андромеды (лат. EZ Andromedae) — одиночная переменная звезда'' в созвездии Андромеды на расстоянии (вычисленном из значения параллакса) приблизительно 58767 световых лет (около 18018 парсеков) от Солнца. Видимая звёздная величина звезды — от менее +17m до +13,2m.

## Характеристики
EZ Андромеды — красная пульсирующая переменная звезда, мирида (M) спектрального класса M. Эффективная температура — около 3283 K.